# Гутник Сергій Михайлович
Сергі́й Миха́йлович Гу́тник (ім'я при народженні — Сруль Міхелевич Гутник; 23 грудня 1868, Аккерман, Бессарабська область, Російська імперія — ? після 1926) — політик Російської імперії, член Конституційно-демократичної партії, банкір, фінансист, міністр торгівлі та промисловості Української Держави гетьмана Павла Скоропадського, гласний Одеської міської думи.

## Життєпис
Сруль Міхелевич Гутник народився 23 грудня 1868 року в українському місті Аккерман (нині Білгород-Дністровський), що тоді входило до складу Бессарабської області, Російської імперії у єврейській родині купця II гільдії. Навчався у другій одеській гімназії, по закінченні якої 1888 року був зарахований студентом на правничий факультет Новоросійського університету.
У 1904-1905 роках займався перемовинами з міністерством фінансів як представник одеської біржі щодо перегляду хлібних тарифів і брав участь в обговоренні проєкту промислового податку. В часі революційних подій 1905—1907 років Гутник був представником партії кадетів у політичному житті Одеси. У 1910−1912 роках Сергій Михайлович працював на державній службі, управляючим Одеського відділення Сибірського торговельного банку. А у 1915-1917 роках Гутник працював юрисконсультом Одеського біржового комітету.
У листопаді 1917 року банкіра було обрано гласним Одеської міської думи. Під час першого приходу більшовиків до Одеси у січні — березні 1918 року червоний командир, Михайло Муравйов, наклав, так звану, «контрибуцію» на одеських «буржуїв» в 10 мільйонів карбованців. Щоб зібрати потрібну суму 22 лютого було скликано «збори представників заможних класів» під головуванням Сергія Михайловича Гутника, промисловці та фінансисти вирішили запровадити «самообкладання», зібрані кошти відправляти до 10-мільйонного фонду для внесення полковнику Муравйову. У ніч на 2 березня більшовики заарештували 69 найзаможніших одеських підприємців. Наступного дня, 3 березня, знову була скликана нарада «представників заможних класів населення» під рукою Сергія Гутника. Він переконав негайно ухвалити рішення. У ніч на 4 березня звільнені з в'язниці представники заможних класів, заарештовані за постановою «Румчерода» та ради народних комісарів. Сергій Михайлович Гутник також був головою Одеського біржового комітету, Конституційно-демократичної партії, або, так званих «кадетів». Як гласний міської думи він звертав увагу на необхідність збереження в Одесі торгового флоту, який забирали з собою відступаючі більшовики.
За Гетьманату Павла Скоропадського з 3 травня до 18 жовтня 1918 року Сергій Гутник працював у складі Ради Міністрів Української Держави на посаді Міністра торгівлі та промисловості. Гутник також був серед підписантів, опублікованого 10 травня, «Урядового повідомлення» зі спростуванням чуток, ніби в Україні відновлюється «самодержавіє» в особі гетьмана. Окрім того, разом з двома іншими міністрами-кадетами, Гутник взяв участь у з'їзді Конституційно-демократичної партії у Києві 8-11 травня, делегати якого заявили про підтримку політичного напряму на створення самостійної України.
Попри свою єврейську національність, він підтримав ліквідацію національно-персональної автономії в Україні. Під час роботи у міністерстві державою було взято курс на централізацію зовнішньоторгового та промислового життя в основних напрямках галузі, запроваджено державні монополії, виділялися значні кошти на відбудову промислового потенціалу країни, що дозволило вже наприкінці літа 1918 року налагодити роботу значної кількості промислових підприємств, відновити виробничий процес, створити робочі місця. Окрім того, було зупинено зниження показників падіння економіки, а з осені вони почали поступово зростати. Поряд з тим надмірна централізація перебігу відновлення торгово-промислової діяльності у народному господарстві і небажання запроваджувати реформи гальмували процес мобільного відродження цих галузей економіки, що й стало однією з причин відставки Сергія Гутника та заміни його на більш ліберального Сергія Меринга.
15-18 (2-5) травня у Києві відбувся з'їзд промисловців, банкірів, торговців, фінансистів та поміщиків, один з організаторів — Сергій Гутник. Понад 1000 учасників заявили про готовність «всіма силами сприяти утворенню нового державного, громадського та економічного ладу Української Держави». З'їзд утворив «Союз промисловості, торгівлі, фінансів, сільського господарства», так званий «ПРОТОФІС».
10 вересня зусиллями Гутника підписано Економічний договір між Українською Державою та Німеччиною й Австро-Угорщиною, на господарський 1918/1919 р. Попри низку поступок з української сторони, угода фіксувала вигідне для України співвідношення карбованця та марки, що надавало змогу створити власну тверду валюту та фінансову систему.
10 жовтня міністр Гутник — учасника переговорів з Кримом, де переконання української сторони полягало «в необхідності, внаслідок спільності політичних та економічних інтересів приєднати Крим до України», з наданням першому «органів широкого місцевого самоврядування».
У лютому 1919 р. С. Гутник на «З'їзді південноросійських портових біржових комітетів» від імені учасників з'їзду виступив зі вступним словом до «представників влади» — білогвардійської — з першою доповіддю по важливих економічних питаннях.
Після приходу більшовиків до влади в Україні емігрував до Туреччини. У 1920-1922 роках член константинопольської групи партії кадетів. Оселившись у Бухаресті, в 1926 був обраний депутатом парламенту Румунії від Національної ліберальної партії.
Дата та місце смерті невідомі.